# Friedrich Mohs
Carl Friedrich Christian Mohs, född 29 januari 1773 i Gernrode, Harz, död 29 september 1839 i Agordo, Italien, var en tysk mineralog, verksam i Österrike.
Mohs var bergsråd i hovkammaren för bergs- och myntväsendet i Wien. Han framstår i mineralogins historia som en av grundläggarna av den så kallade naturhistoriska systematiseringsmetoden och är berömd i synnerhet som kristallograf. År 1812 skapade han Mohs hårdhetsskala, vilken används än i dag.